# Anton Vratuša
Anton Vratuša, né Antal Vratussa (Vratussa Antal dans l’ordre hongrois) le 21 février 1915 en Autriche-Hongrie et mort le 30 juillet 2017 à Lubiana (Slovénie), est un homme politique slovène.

## Biographie
Anton Vratuša est le chef du gouvernement de 1978 à 1980.